# Марія Кармен Бареа
Марія Кармен Бареа (ісп. María Carmen Barea, 5 жовтня 1966) — іспанська хокеїстка на траві.
Олімпійська чемпіонка 1992 року, учасниця 1996, 2000 років.
Срібна призерка Чемпіонату Європи 1995 року.